# Geisha
Vous lisez un « bon article » labellisé en 2008.
Pour les articles homonymes, voir Geisha (roman) pour le roman d'Arthur Golden.
Une geisha (芸者), aussi appelée geiko (芸子／芸妓) ou geigi (芸妓), est au Japon une artiste et une dame de compagnie, qui consacre sa vie à la pratique artistique raffinée des arts traditionnels japonais pour des prestations d'accompagnement et de divertissement, pour une clientèle très aisée. Elle cultive le raffinement artistique dans divers domaines tels que l'habillement en kimono, la musique classique, la danse, les rapports sociaux et la conversation, et les jeux... Le mot « geisha » peut s’interpréter comme « personne d’arts » ou « femme qui excelle dans le métier de l'art ».
Les geishas étaient nombreuses aux XVIIIe et XIXe siècles. Elles existent encore dans le Japon contemporain bien que leur nombre soit en constante diminution : estimé à 17 000 dans les années 1980, il n'est plus que d'environ 200 de nos jours, principalement à Kyōto dans le quartier de Gion[source insuffisante]. Cependant, en raison d'une meilleure communication sur les activités des geishas notamment par la télévision et Internet, le nombre d'apprenties geisha (maiko) a connu récemment une nette augmentation.
L'institution multiséculaire des geishas entretient un rapport étroit et complexe avec le phénomène de prostitution — entre idéalisation de leur rôle et de leurs activités et réalités historiques et sociales,,. Il est toutefois certain que l'octroi de faveurs sexuelles par la geisha à son client n'a jamais été entendu comme systématique ou allant de soi.

## Vocabulaire

Les deux kanjis du mot geisha.

Le mot geisha se compose de deux kanjis signifiant « art » (芸, gei) et « personne » ou « pratiquant » (者, sha) ; une geisha est donc littéralement une « personne qui pratique les arts » (on peut aussi utiliser le mot « artiste », bien que la traduction ne soit pas parfaitement fidèle). Les termes geiko (芸子) ou geigi (芸妓) sont également employés.
En Kyō-kotoba, le dialecte de Kyōto, les geishas sont dénommées geiko (芸妓), et leurs apprenties, maiko (舞妓). Dans d'autres régions du Japon, principalement à Tōkyō et dans le reste du Kantō, on préfère utiliser le mot geisha, tandis que les termes hangyoku (半玉) et d’oshakusan (御酌) désignent les jeunes filles en apprentissage.
Les geishas appartiennent au « monde des fleurs et des saules » (花柳界, karyūkai). Selon la geisha Mineko Iwasaki, une geisha doit avoir la délicatesse d'une fleur ainsi que la force et la souplesse d'un saule.
Les geishas spécialisées dans la danse (buyō) ou le jeu d’un instrument à vent ou de percussion, plus jolies, étaient appelées tachikata (立方, « personne debout »), et celles spécialisées dans le chant ou le jeu d'un instrument à corde, jikata (地方, « personne assise »), les secondes étant considérées comme des accompagnatrices des premières.

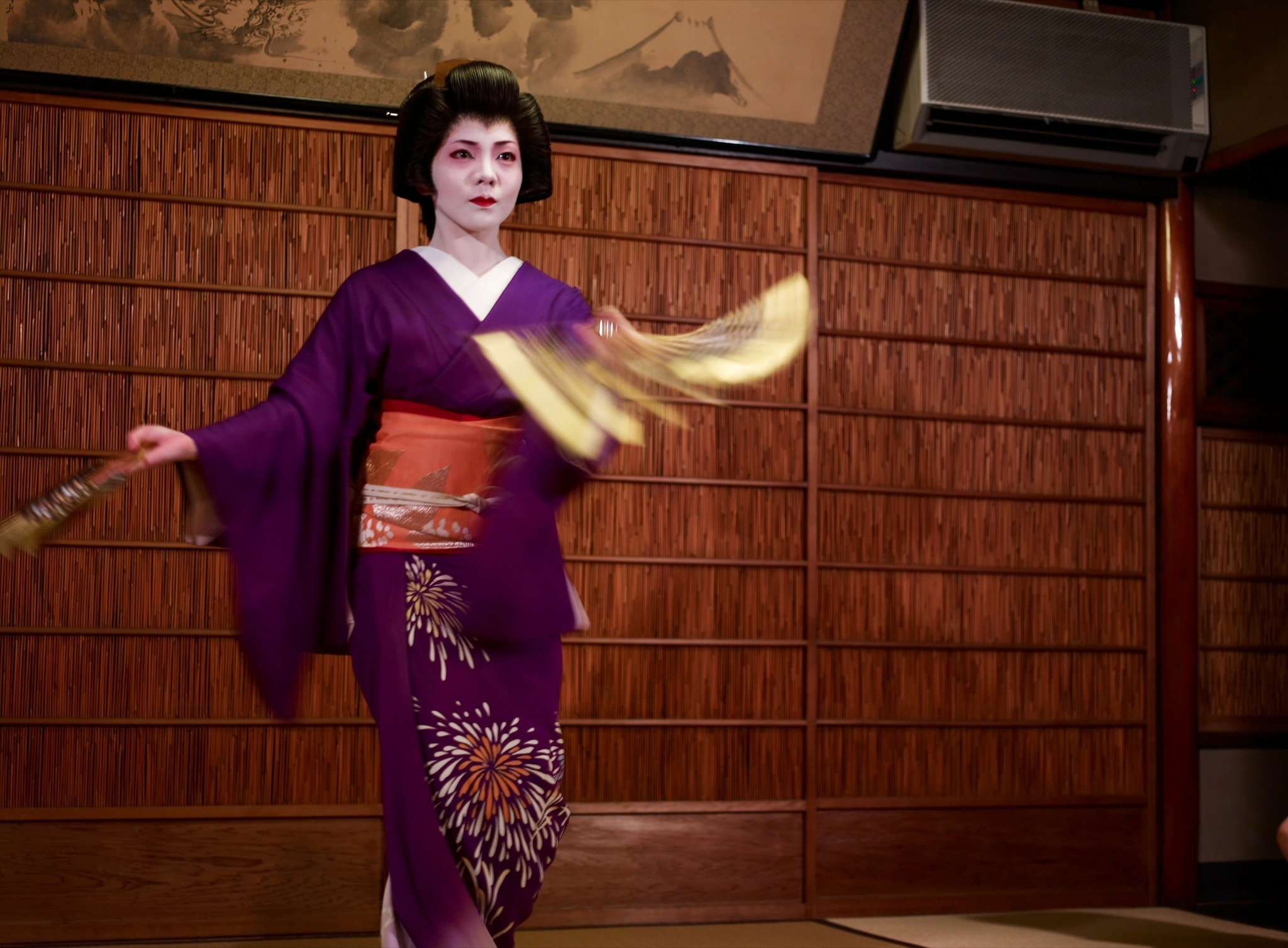
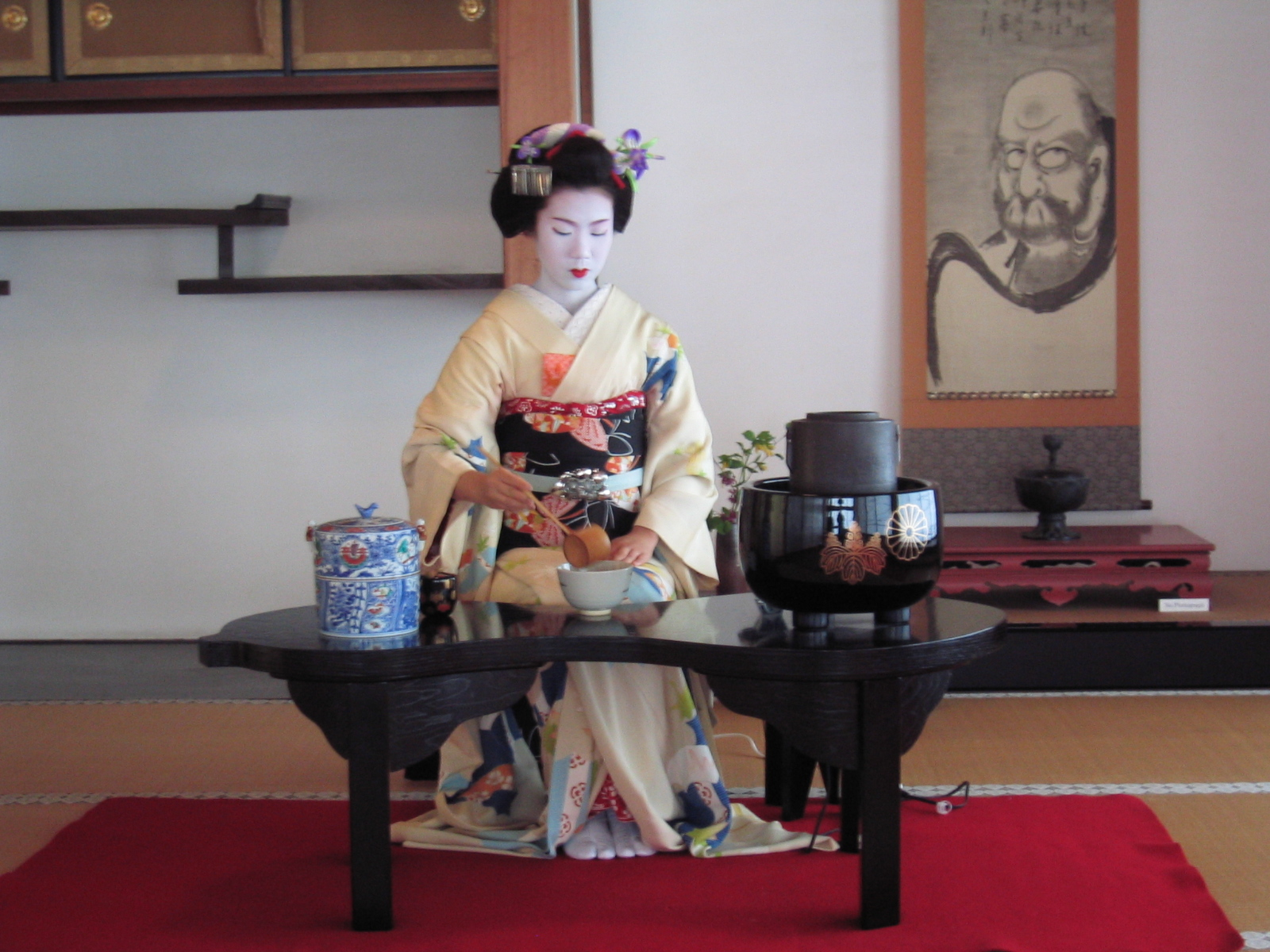
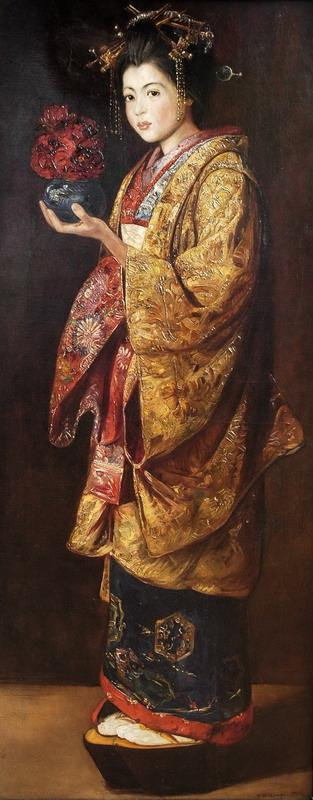
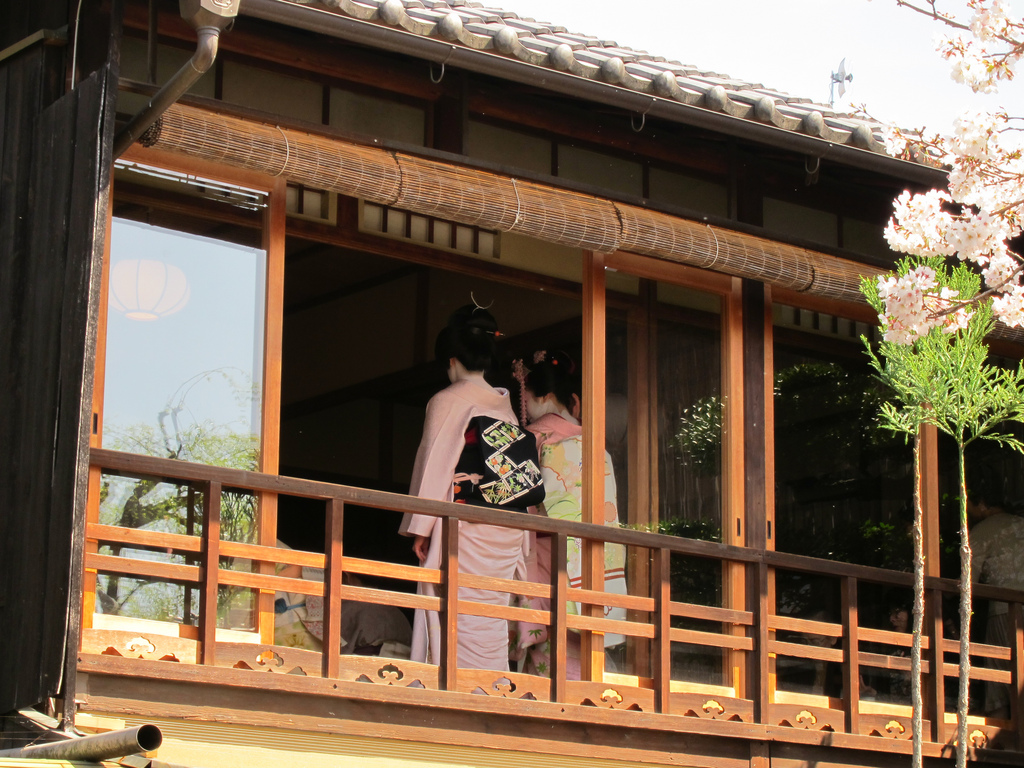
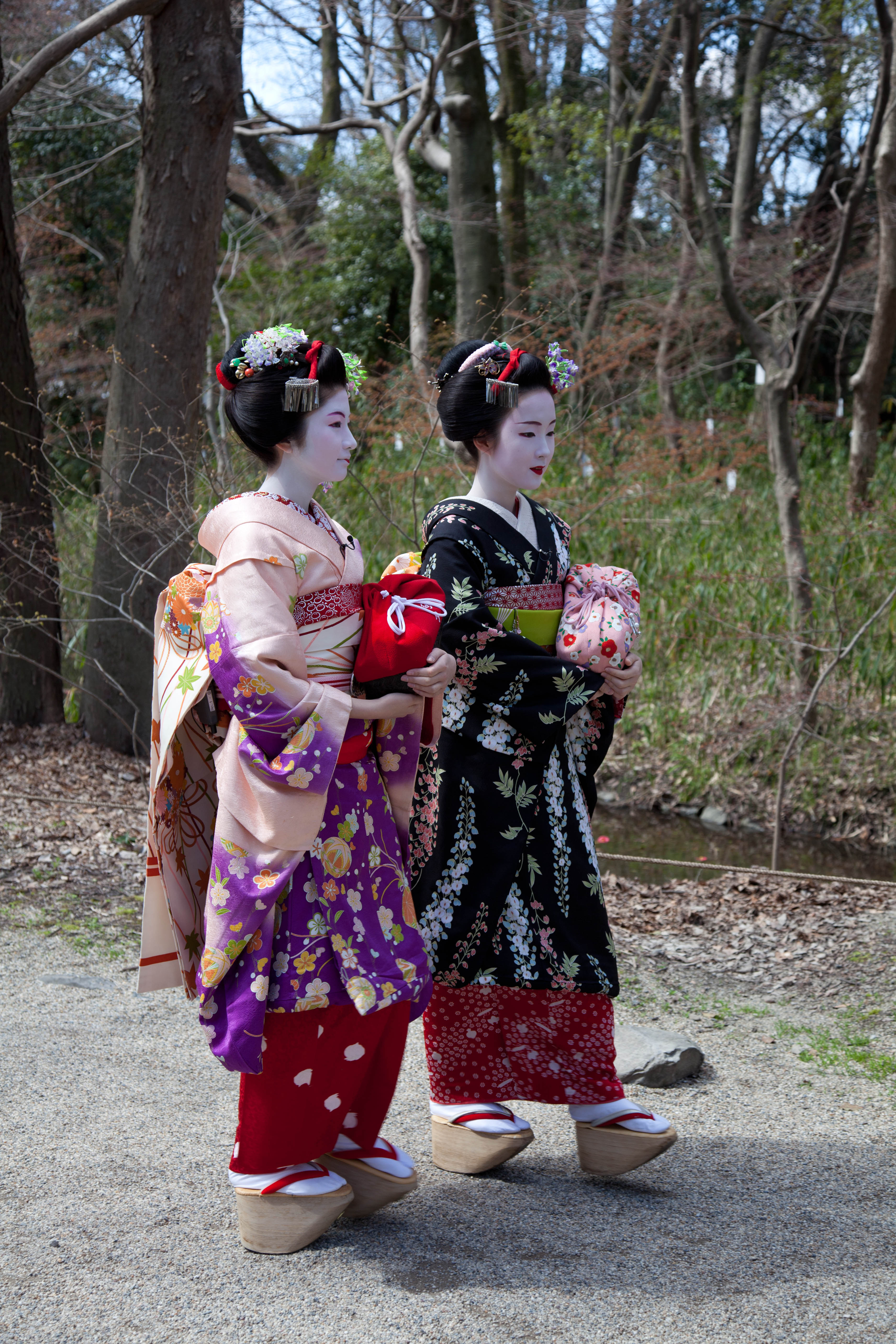
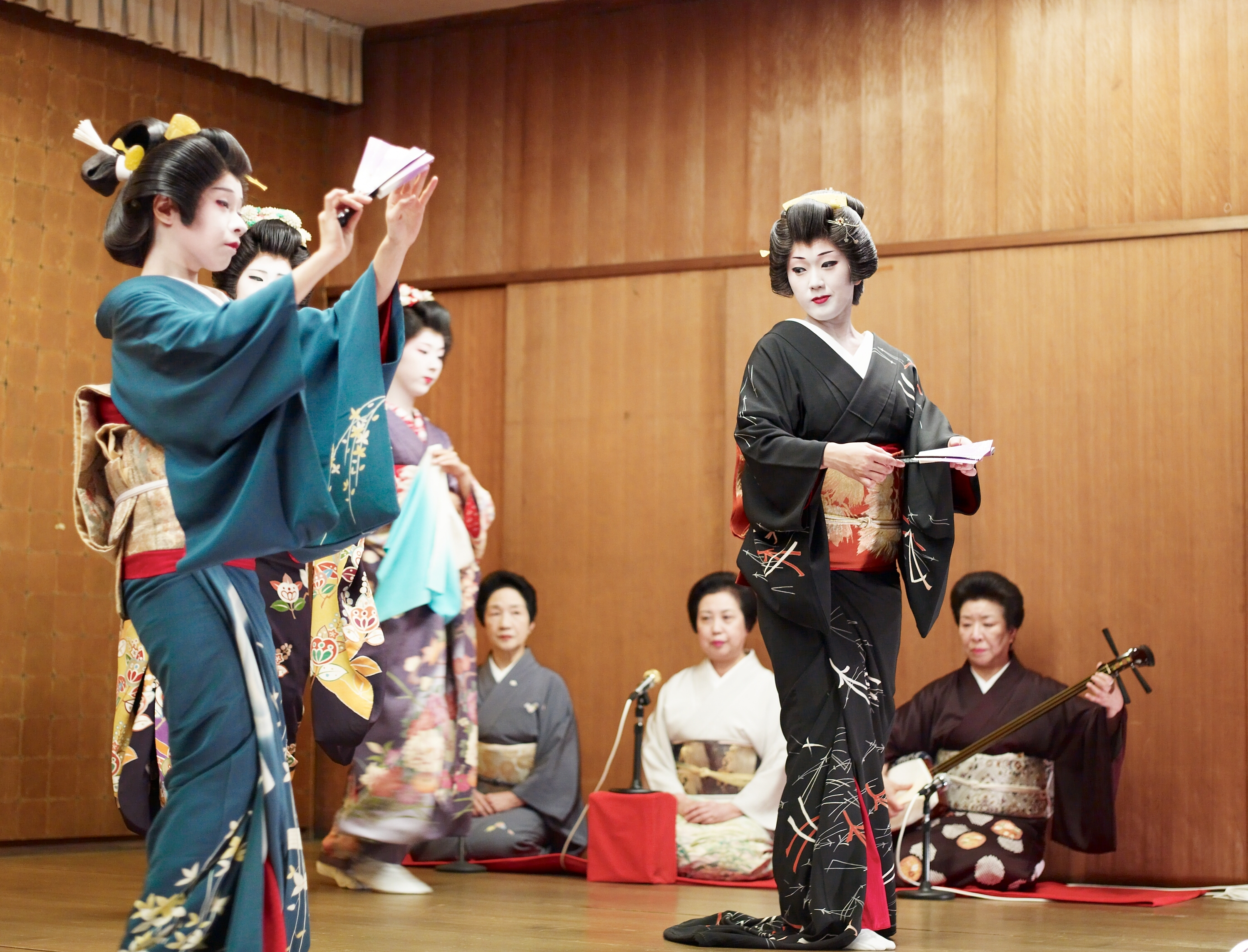

## Historique

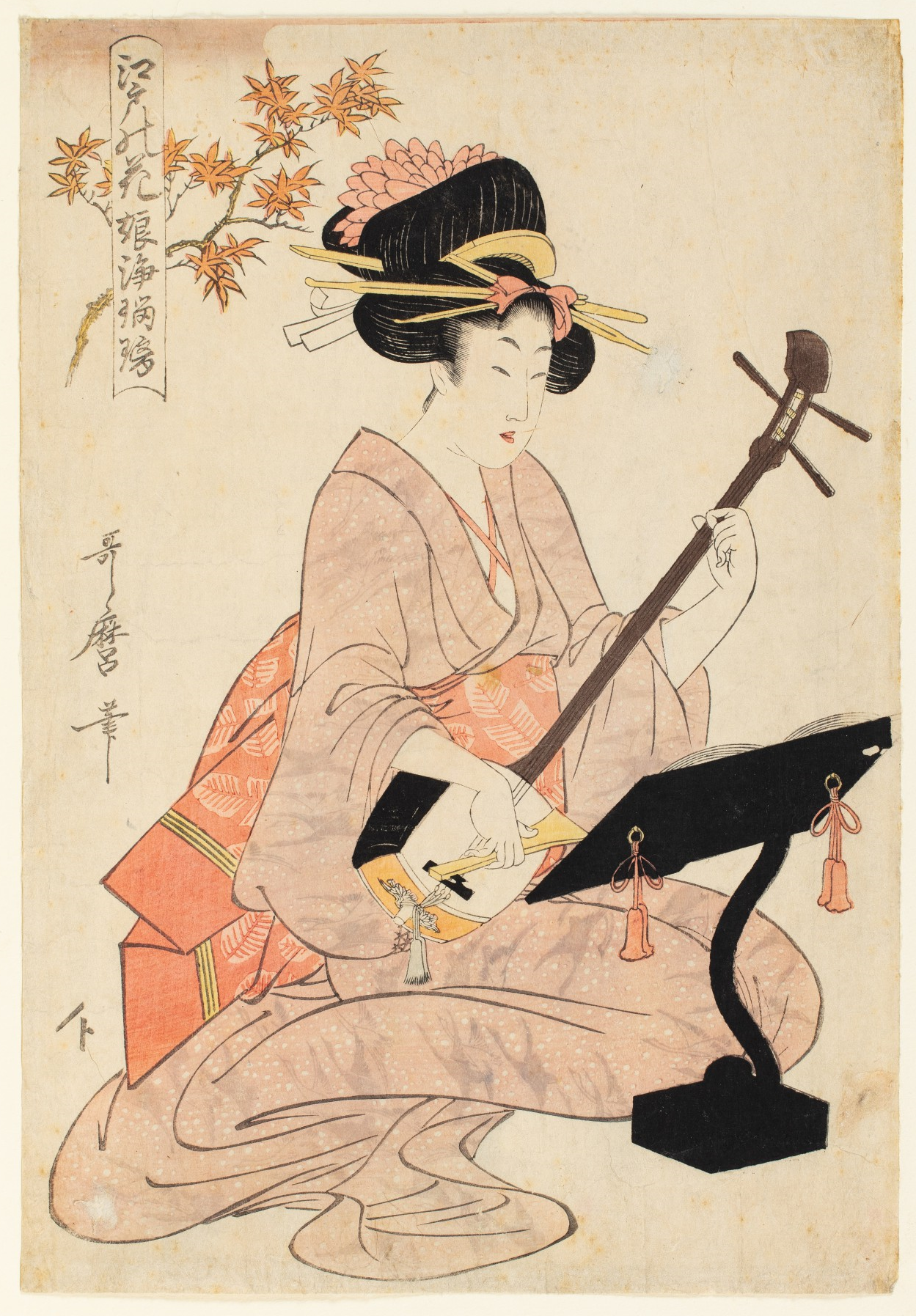
Geisha jouant du shamisen, ukiyo-e de 1803.

L'ouverture des maisons de thé (お茶屋, ochaya) dans les quartiers de plaisirs en 1712 marque le début du métier de geisha. Les geishas sont le résultat de l'évolution des taikomochi (太鼓持) ou hōkan (幇間).
Ainsi, les premiers geishas étaient des hommes, dont le travail était principalement de divertir, par des chants et de la musique, les clients des maisons de thé.
Au début de leur intégration aux geishas, dans les années 1750, les femmes étaient appelées onna geisha (女芸者, littéralement : femme geisha), ou geiko (芸妓) à Kyōto. Elles devinrent rapidement plus nombreuses que les hommes, qui prirent le nom d'otoko geisha (男芸者, homme geisha) pour se différencier des femmes. À partir de 1800, toutes les geishas étaient des femmes.
En 1779, le gouvernement japonais officialisa le métier de geisha et créa un bureau d'enregistrement (検番, kenban), destiné à recenser les geishas et à faire respecter la loi. Celle-ci indiquait que seules les prostituées patentées pouvaient avoir des relations sexuelles avec leurs clients, et pas les geishas,.
En 1842, la réforme Tenpō proscrivit la prostitution et fit fermer les quartiers de plaisirs, mais ceux-ci rouvrirent en 1851. En 1886, afin de garder le contrôle sur les activités des geishas, le gouvernement fixa un tarif officiel pour leurs activités.
Jusqu'au début du XXe siècle, les geishas étaient considérées comme à la pointe de la mode, à tel point qu'avec l'occidentalisation du Japon dans les années 1920-1930, on vit apparaître des geishas s'habillant et dansant à l'occidentale, surnommées dansu geisha. Mais beaucoup d'entre elles s'opposèrent à cette modernisation et se posèrent en gardiennes de la tradition japonaise, ce qui est toujours le cas actuellement.
En 1944, pendant la Seconde Guerre mondiale, le gouvernement fit fermer les quartiers de plaisir et envoya les geishas travailler en usine pour soutenir l'effort de guerre. Le 25 octobre 1945, les quartiers de plaisir rouvrirent. L'interdiction totale de la prostitution en 1957 démarqua définitivement les geishas des prostituées. À la même époque, de nouvelles lois sur le travail des enfants et la scolarité obligatoire interdirent aux filles de devenir maiko avant quinze ans.
En 1965, la Kyōto dentō gigei shinkō zaidan (京都伝統伎芸振興財団, littéralement « Fondation pour le développement des arts et musiques traditionnels de Kyōto ») dénombrait à Kyōto 65 maiko, chiffre qui chuta ensuite jusqu'à 28 en 1975, avant de remonter et se stabiliser à une moyenne de 60 maiko dans les années 1990. En 1993, le gouvernement japonais décide d'interdire les rendez-vous officiels dans les ryōtei (restaurants traditionnels haut de gamme où se produisent les geishas) pour ses membres, et est suivi dans cette décision par le monde de la finance et de l'industrie.
Ces dernières années, on observe un engouement nouveau pour la profession de geisha au Japon, avec pour la première fois en avril 2008 plus de 100 maiko (101 exactement) dans les cinq hanamachi de Kyōto. Il semblerait que cet engouement soit notamment dû au nombre grandissant d'informations disponibles sur ce métier : livres, reportages et documentaires télévisés, mais aussi blogs et sites web personnels de maiko ou de geishas.

## Geishas de Kyōto
Kyōto est traditionnellement la ville des geishas, c'est dans cette ville que les premières geishas ont fait leur apparition[source insuffisante]. De nos jours, c'est dans cette ville qu'elles sont les plus nombreuses.

### Apparence

#### Habillement

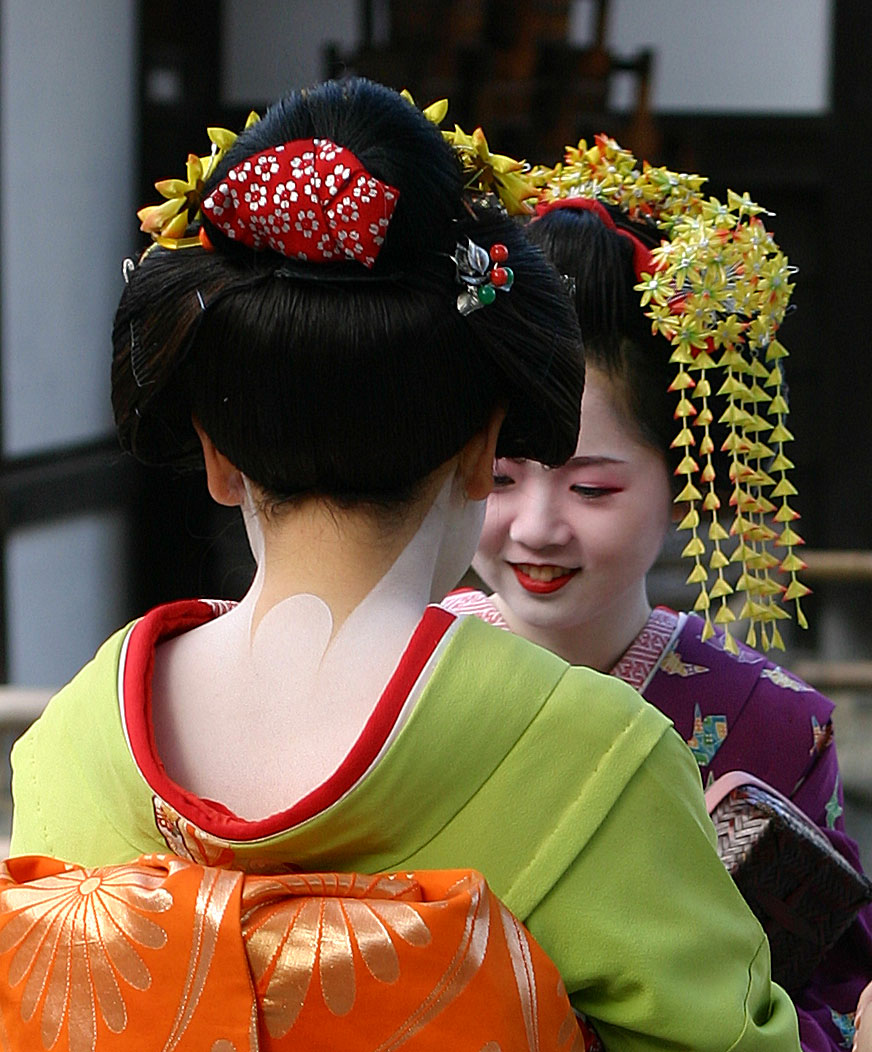
Deux maiko arborant le kimono, la coiffure et le maquillage traditionnels.

Le vêtement des geishas est un kimono de soie décolleté dans le dos, surnommé obebe dans le dialecte de Kyōto. Les couleurs du kimono se choisissent selon la saison, mais aussi selon l'âge de la porteuse : les jeunes femmes portent des couleurs vives tandis que les geishas de plus de trente ans choisissent des couleurs plus discrètes.
Le kimono est plus ou moins épais selon la saison : le kimono d'été, ro, est en simple gaze de soie ; le kimono d'automne ou hitoe est en soie non doublée. Enfin, le kimono d'hiver, awase, est doublé de crêpe.
Le kimono est noué dans le dos par une large ceinture de soie, nommée obi (帯 ou おび). Cet obi se noue différemment selon l'âge de la geisha : les femmes mûres le portent en « nœud de tambour »  (太鼓結び, taiko musubi), mais les maiko le portent « en traîne » (だらり帯, darari obi), avec un nœud qui remonte jusqu'aux omoplates, le bout de l'obi traînant presque par terre. Un tel nœud nécessite un obi de plusieurs mètres de long. Ce nœud dans le dos distingue les geishas des oiran et autres prostituées, qui nouaient leur obi sur le devant pour pouvoir l'enlever et le remettre plusieurs fois au cours d'une soirée.
Enfiler un kimono et nouer un obi est une opération complexe, d'autant plus que, les kimonos étant tous de la même longueur quelle que soit la taille de la porteuse, il est généralement nécessaire de replier le tissu du kimono sous l'obi, sauf pour une geisha très grande. C'est pourquoi les geishas font souvent appel aux services d'un « habilleur » professionnel.

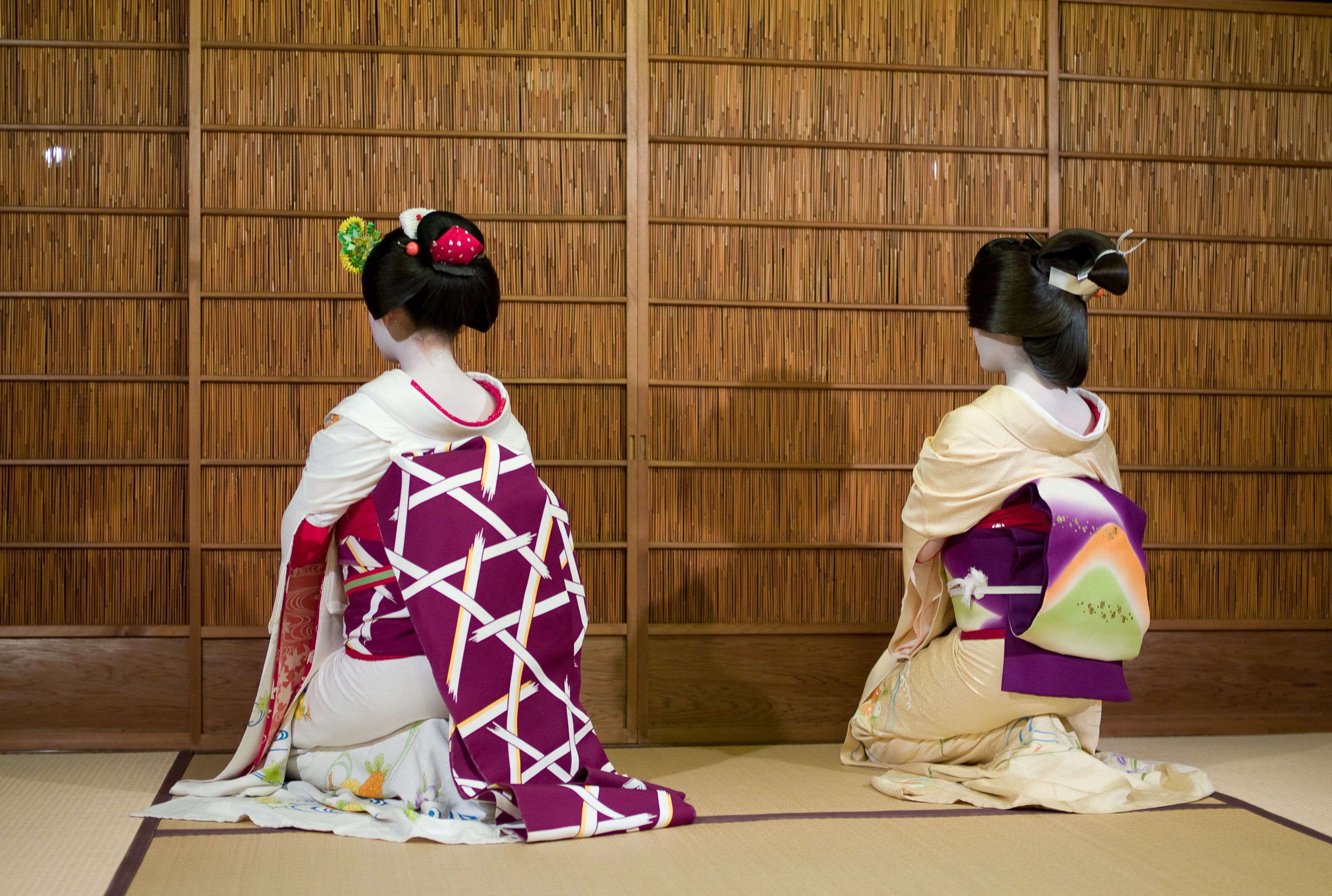
Obi d'une maiko (à gauche) et d'une geisha confirmée (à droite).

Les kimonos sont fabriqués et peints à la main, ce qui les rend très chers : entre 5 000 et 6 000 euros pour un bon kimono.
En dehors des kimonos « ordinaires », les geishas portent pour les cérémonies importantes un kimono appartenant à leur okiya, de type kurotomesode, noir avec cinq kamon (blasons) de l'okiya.
En guise de sous-vêtements, les geishas portent un koshimaki ou « couvre-hanches », une simple bande de tissu fin enroulée autour des hanches, puis une combinaison. Cette combinaison doit être en harmonie avec les couleurs du kimono, car elle apparaît en deux endroits : au niveau des chevilles quand la geisha relève son kimono pour marcher, et au niveau du col. Ce col est traditionnellement cousu chaque matin à la combinaison choisie par la geisha, puis décousu le soir pour être lavé. Il est rouge — couleur associée à l'enfance — pour les maiko, et blanc pour les geishas confirmées.
Les geishas portent aux pieds des chaussettes tabi et des sandales de bois (geta).

#### Maquillage
Bien souvent le maquillage que l'on associe aux geishas est en réalité celui des maiko. La distinction entre les deux réside dans le port du rouge à lèvres. Les geishas ont les lèvres entièrement teintes. Chez les maiko, lors de leur première année d'exercice, seulement la lèvre inférieure est teinte pour signifier qu'elle est nouvelle et inexpérimentée.
Le visage est entièrement fardé de blanc (oshiroi), par-dessus une couche d'huile appelée bintsuke-abura. Le maquillage est étalé à l'aide d'une brosse de bambou, puis l'excédent est tamponné avec une éponge. Autrefois, ce maquillage pouvait contenir du plomb, si bien que beaucoup d'anciennes geishas souffraient de maladies et de problèmes de peau. De nos jours, il est à base de poudre de riz. La nuque est également maquillée de blanc, en laissant apparaître une partie de la peau de la geisha. Les joues, les yeux et les lèvres sont maquillés de rose et de rouge. Les sourcils et le contour des yeux sont tracés avec un bâtonnet de charbon de paulownia, ou avec du khôl. La bouche peut être entièrement teintée de rouge, mais beaucoup de maiko maquillent uniquement leur lèvre inférieure, de façon à avoir un air boudeur.
Le maquillage est une opération délicate, et les maiko se font souvent aider par leur okāsan ou par une maquilleuse lorsqu'elles débutent ; par la suite, elles doivent apprendre à faire leur maquillage elles-mêmes. Au fur et à mesure de leur carrière, elles diminuent la quantité de maquillage ; les geishas de plus de trente ans ne portent quasiment plus de maquillage, sinon dans les grandes occasions.

#### Coiffure

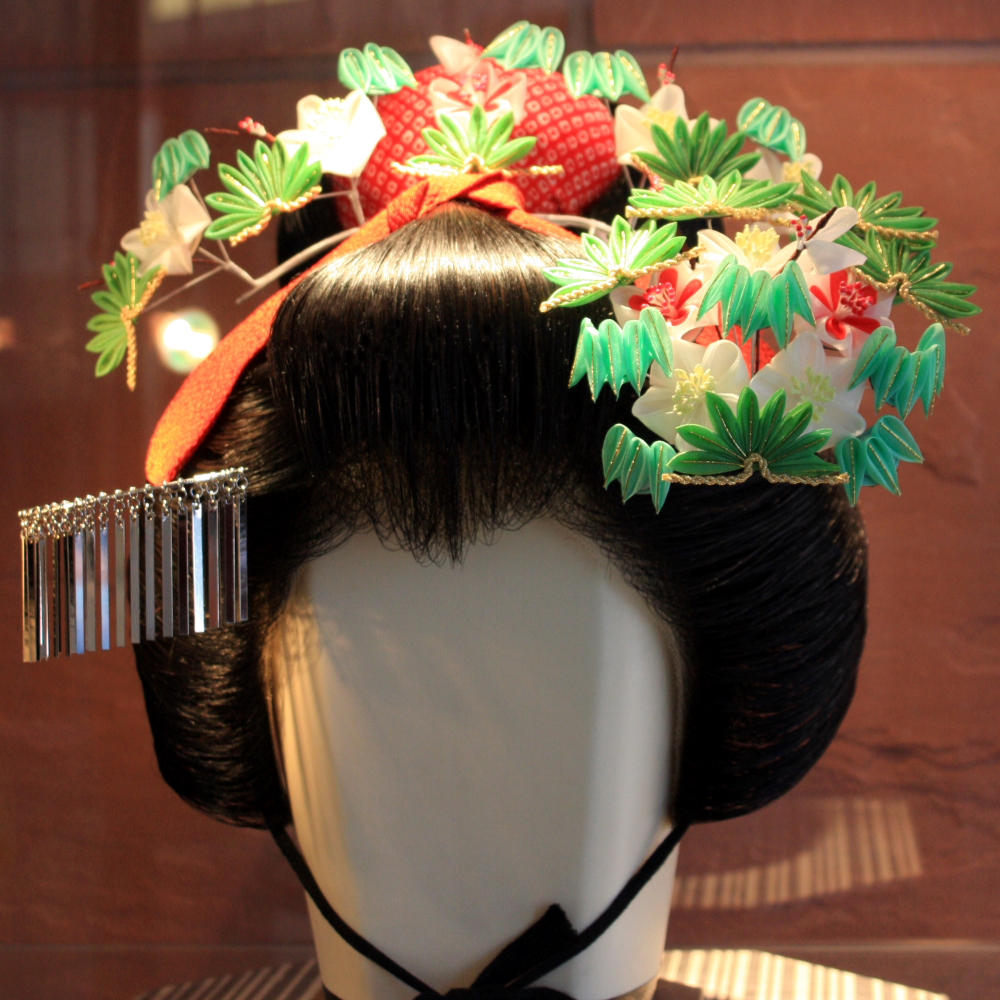
Perruque représentant une coiffure de maiko.

Les coiffures des geishas sont des chignons traditionnels japonais. Elles sont faites chez un coiffeur spécialisé et doivent tenir une semaine. Afin de ne pas aplatir leur coiffure, les geishas doivent dormir sur un « repose-nuque », le takamakura.
Les chignons nécessitant de tirer beaucoup sur les cheveux au sommet du crâne, beaucoup d'anciennes geishas ont une calvitie. Cela tend à disparaître de nos jours, d'une part parce que les maiko débutent plus tard qu'avant, et d'autre part parce que certaines geishas utilisent des perruques.
La coiffure typique des maiko est dite en « pêche fendue » (momoware ou wareshimomo) ; il s'agit d'un chignon divisé en deux et au milieu duquel apparaît une étoffe de soie : autrefois rouge puis blanc une fois la virginité de la geisha perdue. Aujourd'hui, cette couleur change lorsque la  maiko devient geiko.[réf. souhaitée]. Les geishas plus âgées portent d'autres types de chignon comme le marumage. Les chignons sont ornés de peignes, ainsi que d'épingles à cheveux nommées kanzashi.

### Mode de vie et carrière

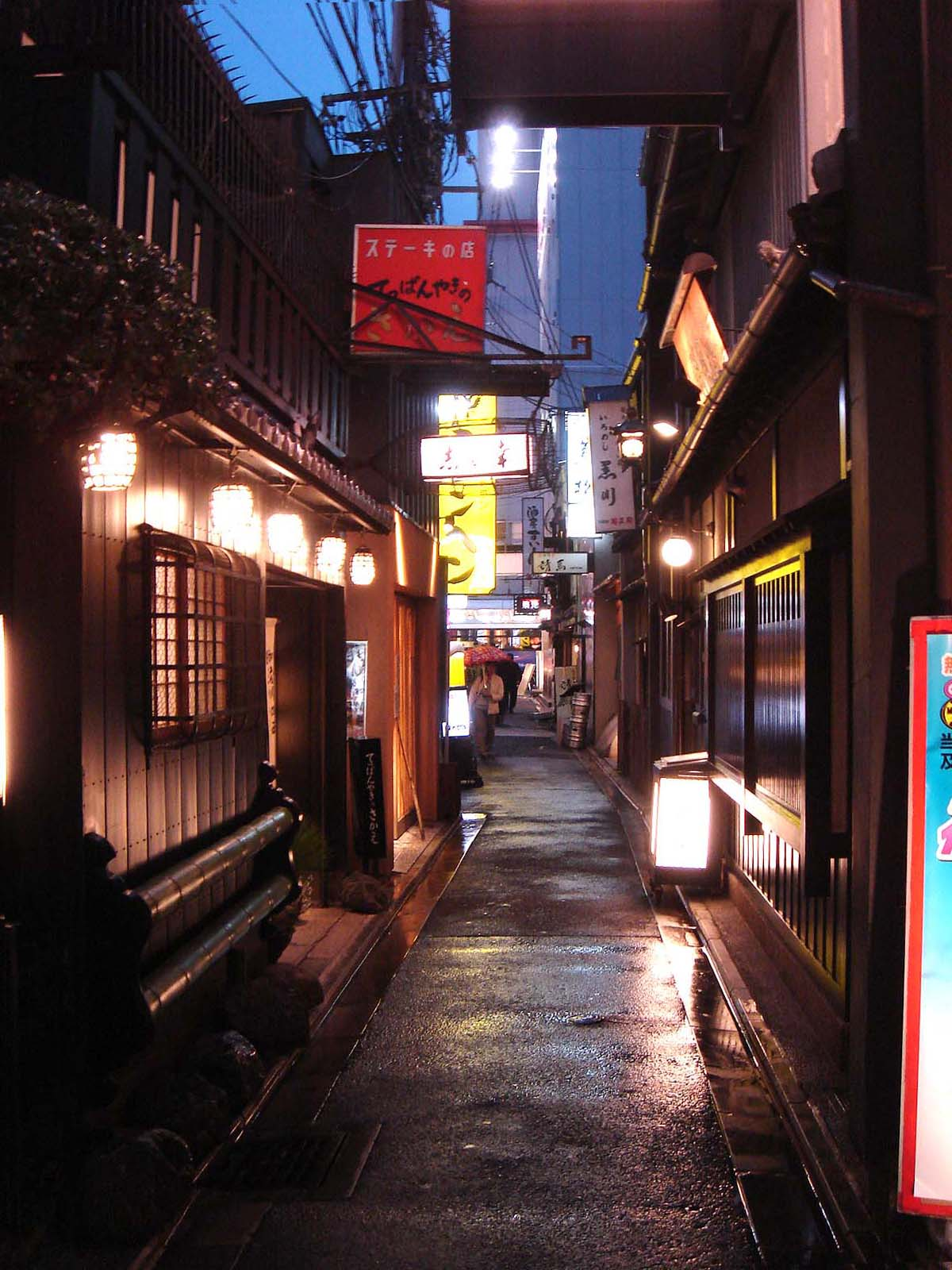
Ruelle de Ponto-chō à Kyōto.

Les geishas vivent dans des quartiers réservés, nommés hanamachi (花街), ce qui signifie « ville fleur ». Les hanamachi les plus célèbres de Kyōto sont Gion (祇園) et Ponto-chō (先斗町).
Elles sont toujours rattachées à une maison de geisha, une okiya (置屋), même si elles n'y vivent pas toujours. Les okiya sont des maisons de femmes où très peu d'hommes sont autorisés à entrer. La structure d'une okiya s'apparente à une structure familiale, où la patronne est appelée okāsan, « mère », et où les geishas plus âgées sont considérées comme les grandes sœurs des jeunes. Les okiya, auxquelles étaient généralement vendues les futures geishas, percevaient alors la majeure partie de leur salaire, jusqu'au remboursement total de leur dette. Ces futures geishas voyaient leur dette s'accumuler car elles devaient payer leurs repas, leur éducation, leurs vêtements, ce qu'elles brisaient, voire le prix de l'achat de leur personne par l'okiya.
Une okiya se transmet par succession. L'une des geishas de la maison est désignée comme l'« héritière » (atotori) : il peut s'agir soit d'une fille naturelle de l'okāsan, soit d'une geisha talentueuse adoptée par la maison. En tant qu'héritière, ses gains se confondent avec ceux de son okiya, et elle est censée devenir la prochaine okāsan.
Les geishas, de nos jours, ont le choix entre deux modes de vie : soit elles vivent dans une okiya, qui leur fournit un logement et des kimonos mais perçoit une partie de leurs gains en échange, soit elles sont indépendantes (jimae) : elles vivent alors dans leur propre logement, et doivent financer elles-mêmes leurs vêtements et leur équipement, mais elles conservent la quasi-totalité de leurs gains. Elles restent cependant rattachées à l'okiya, qui leur sert d'« agence de rendez-vous » et qui perçoit une petite commission en échange.
Qu'elles soient indépendantes ou non, la vie des geishas est partagée avec tout le hanamachi : à chaque occasion importante (début et fin de l'apprentissage, mizuage etc.), une geisha fait le tour de son hanamachi et annonce la nouvelle aux patrons des maisons de thé en leur offrant de la nourriture ou des cadeaux. Généralement, une cérémonie a également lieu dans la maison de thé habituelle de la geisha.
Les geishas forment souvent de véritables « lignées ». En effet, chaque jeune fille désirant devenir geisha doit pour cela se trouver une « grande sœur » (oneesan), elle-même geisha et plus âgée qu'elle, qui lui enseigne le métier, l'emmène à ses rendez-vous, et touche en contrepartie un pourcentage des gains de sa « petite sœur » durant l'apprentissage. La « grande sœur » et la « petite sœur » se lient lors d'une cérémonie appelée san san ku do, au cours de laquelle elles boivent trois gorgées dans trois coupes de saké. Cette cérémonie est également un moment clé du mariage traditionnel japonais, elle symbolise la création d'un lien (en) entre deux personnes. La « petite sœur » se choisit à ce moment un nom de geisha, sur les conseils de son oneesan. Elle prend généralement un nom dont la racine est la même que celui de son oneesan : ainsi, la petite sœur d'une geisha nommée Ichiume pourra prendre le nom d'Ichigiku.
Une geisha, pour augmenter ses gains ou devenir indépendante, a besoin d'un protecteur, nommé danna, un homme riche qui lui fait divers cadeaux, ce qui ne le dispense pas de payer les prestations de la geisha au tarif normal. La geisha et son danna se lient au cours d'une cérémonie analogue au san san ku do. Autrefois, la notion de danna impliquait que la geisha ait des relations sexuelles avec son protecteur, même si ce n'était jamais dit officiellement ; le danna était d'ailleurs souvent choisi non pas par la geisha elle-même, mais par l'okiya, en fonction de sa richesse et de son prestige.
Il est possible qu'une geisha ait des relations plus ou moins suivies avec des hommes qu'elle a rencontrés, mais ces relations sont généralement discrètes, car la réputation d'une okiya pâtirait du mauvais comportement de ses geishas. Les geishas sont censées être célibataires, et celles qui se marient abandonnent leur métier.
Les geishas qui mettent un terme à leur carrière organisent une cérémonie d'adieu, le hiki-iwai (引き祝い), au cours de laquelle elles offrent du riz bouilli à leur oneesan et à leur okāsan.

### Formation

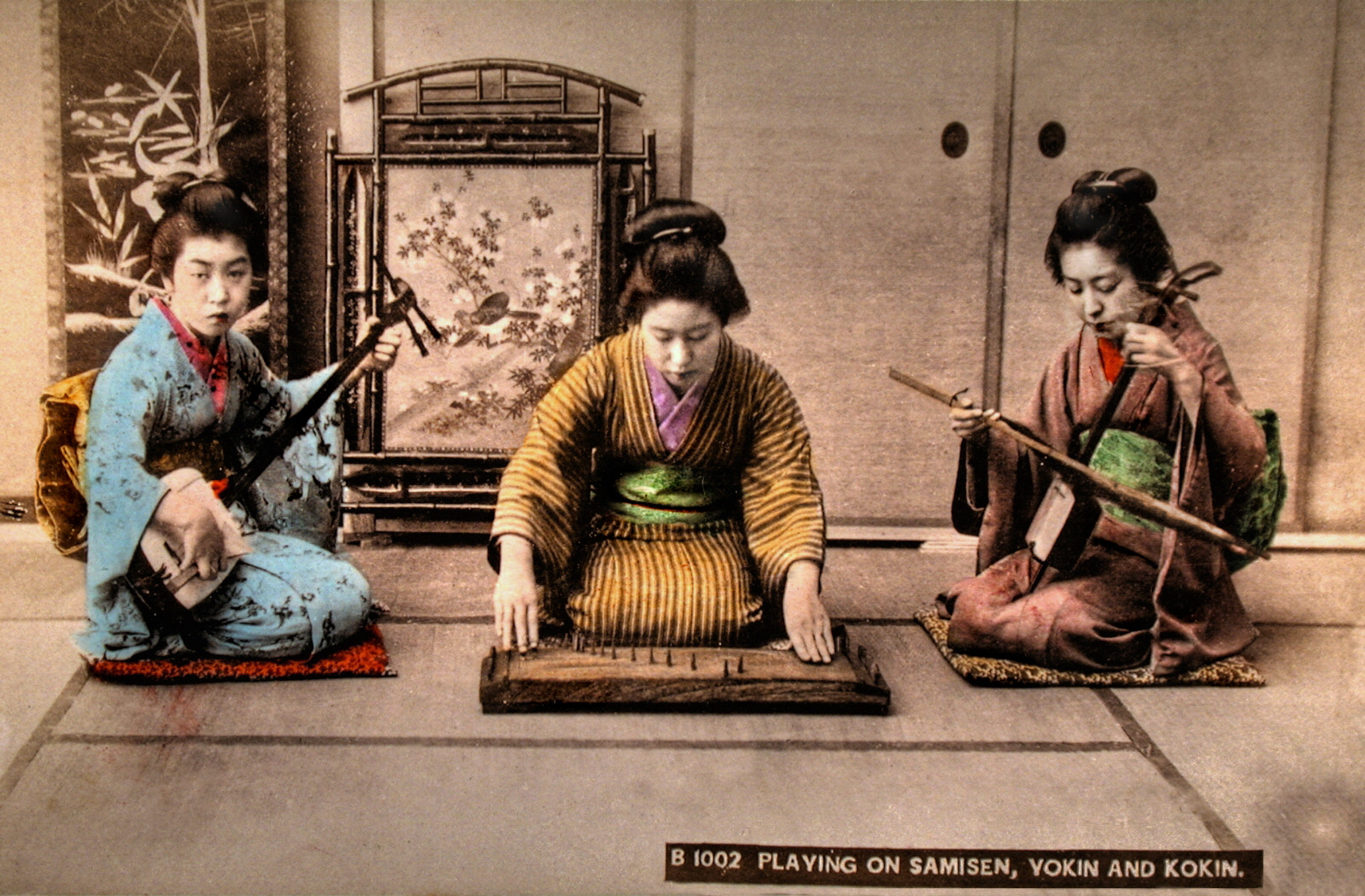
Geishas jouant sur shamisen, yōkin et kokyū (aux alentours de 1900).

Les geishas étaient traditionnellement entraînées depuis leur petite enfance. Les jeunes filles étaient vendues par les familles pauvres aux okiya, qui se chargeaient de les élever et d'assurer leur éducation.
Durant leur enfance, elles travaillaient comme bonnes, puis comme assistantes dans les maisons de geisha pour contribuer à leur entraînement mais aussi pour assurer le remboursement de la dette contractée pour le coût souvent élevé de leur éducation et de l'achat de leur personne. En particulier, la plus jeune fille de l'okiya avait pour tâche de veiller à l'entrée et d'accueillir les geishas qui revenaient de leurs rendez-vous. C'est une forme d'entraînement traditionnel au Japon et qui perdure encore aujourd'hui, dans laquelle l'étudiant vit chez son maître, l'aide, le regarde pratiquer, l'assiste et exécute les tâches ménagères. Cet entraînement dure souvent plusieurs années.
Elles commençaient dès leur plus jeune âge à pratiquer un vaste éventail d'arts. La tradition japonaise veut que les enfants qui pratiquent les arts commencent « le sixième jour du sixième mois de leur sixième année », mais il arrivait que les futures geishas commencent plus tôt, c'est-à-dire dès l'âge requis (trois ans et trois jours).
La formation des geishas inclut la pratique de plusieurs instruments de musique : le shamisen, instrument à trois cordes typique des geishas, mais aussi la flûte japonaise ainsi que différents tambours traditionnels : le tsutsumi qui se tient sur l'épaule, l'okawa sur les cuisses, et enfin le taiko, le plus grand, que la geisha pose à côté d'elle et frappe avec une baguette. À noter que les airs de shamisen ne sont généralement pas inscrits sur des partitions, et les geishas les apprennent à l'oreille.
Elles étudient également le chanoyu (cérémonie du thé), l'ikebana (composition florale), la poésie et la littérature japonaise.
La danse traditionnelle (buyō) est étudiée par toutes les geishas afin d'obtenir un port gracieux et une démarche élégante, mais seules les geishas les plus belles et les plus douées sont encouragées à se spécialiser dans cet art.
Pour leur apprentissage, elles traversent une plus ou moins longue période (d'au moins un an) au cours de laquelle elles suivent et observent leur « grande sœur ». Elles n'ont alors pas de clients, mais participent aux fêtes le soir, et vont à l'école la journée. Cette période, qui dure quelques mois de nos jours, est appelée minarai (見習い), ce qui signifie « apprendre par l'observation ». Les très jeunes filles sont alors appelées shikomiko (仕込妓), littéralement « apprentie geisha ». En regardant et assistant leurs aînées, elles apprennent le kitsuke (port du kimono), l'art de la conversation, différents jeux (par exemple le jeu de celui qui boira le plus, avec un client), et l'art de divertir leurs clients.
Une fois devenues apprenties geisha, c'est-à-dire des maiko, elles accompagnent des geishas dans les maisons de thé, aux réceptions et banquets. Durant cette période, leur oneesan se charge de leur transmettre sa propre expérience de geisha, en échange de quoi elle perçoit un pourcentage des gains de sa « petite sœur ». Cette méthode d'entraînement persiste encore aujourd'hui mais elle est raccourcie, étant donné que la majeure partie des geishas le deviennent à la fin de l'adolescence.
La formation d'une geisha se termine officiellement lors de la cérémonie dite du « changement de col » (erikae), où elle remplace son col rouge de maiko par le col blanc des geishas confirmées.
La tradition veut que la maiko soit mise aux enchères lorsqu'elle est jugée digne de devenir une geisha à part entière. À l'époque Edo, leur virginité était vendue au plus offrant vers l'âge de 14 ans. Vers les années 1950, la pratique est toujours vivace mais les enchères ne commencent que lorsque la maiko a fêté ses 18 ans. Leur virginité n'a pas de prix et atteint souvent des sommes tellement importantes que seuls de grands industriels peuvent se les offrir. Le prestige en rejaillit sur leur firme. On donne le nom de danna à ces personnages richissimes qui n'achètent pas que la première nuit (mizuage) mais un ensemble de nuits s'étendant parfois sur plus d'une année. Souvent mariés par ailleurs, ils achètent, en fait, l'admiration de leurs pairs et n'ont pas toujours de relations sexuelles avec la maiko.

### Les geishas auXXIesiècle
Au XXIe siècle, les geishas n'entrent plus dans les maisons de geishas dès leur enfance. Devenir une geisha est désormais un acte volontaire, qui se fait souvent à dix-sept ou dix-huit ans. L'apprentissage reste néanmoins long et difficile ; cependant, le métier de geisha attirant peu de recrues, du fait de l'émancipation de la femme dans les sociétés contemporaines et la possibilité d'avoir désormais un emploi, une indépendance et une situation financière similaire aux hommes, les apprenties sont souvent chouchoutées par leurs aînées, ce qui contraste avec l'époque où elles rendaient leur travail et leur vie volontairement plus difficiles, voire épuisants, pour s'assurer de leur obéissance et de leur soumission.

### Profession

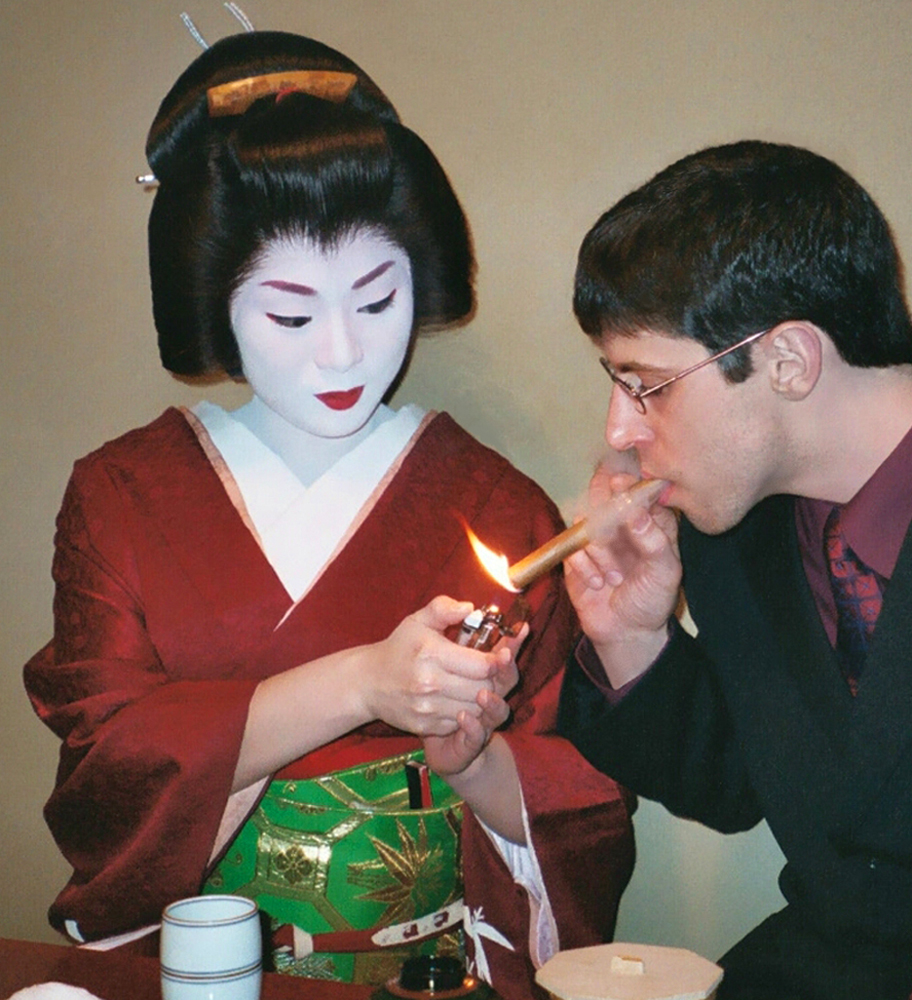
Une geisha, accueillant un homme d'affaires américain, dans le quartier de Gion à Kyōto.

Les geishas ne sont pas des prostituées, mais plutôt des hôtesses ou des dames de compagnie raffinées. Bien qu'autrefois, il fût possible et presque systématique d'acheter leur virginité (un événement appelé « mizuage »), elles n'avaient pas forcément des relations sexuelles avec leurs clients, ni même avec l'homme qui avait payé beaucoup d'argent pour acheter leur virginité. C'est cependant sur ce plan que leur nom est resté dans l'appellation « boules de geisha ».

#### Zashiki
Le travail principal des geishas est de participer aux banquets nommés zashiki. Ceux-ci ont généralement lieu dans les ochaya ou les restaurants traditionnels (料亭, ryōtei), mais ils peuvent également se dérouler dans des salons privés ou chez des particuliers.
Les geishas ont pour rôle de divertir leurs clients ; selon le client et les circonstances, ce peut être en dansant et en jouant des airs traditionnels, ou simplement en discutant et en jouant à divers jeux de société.

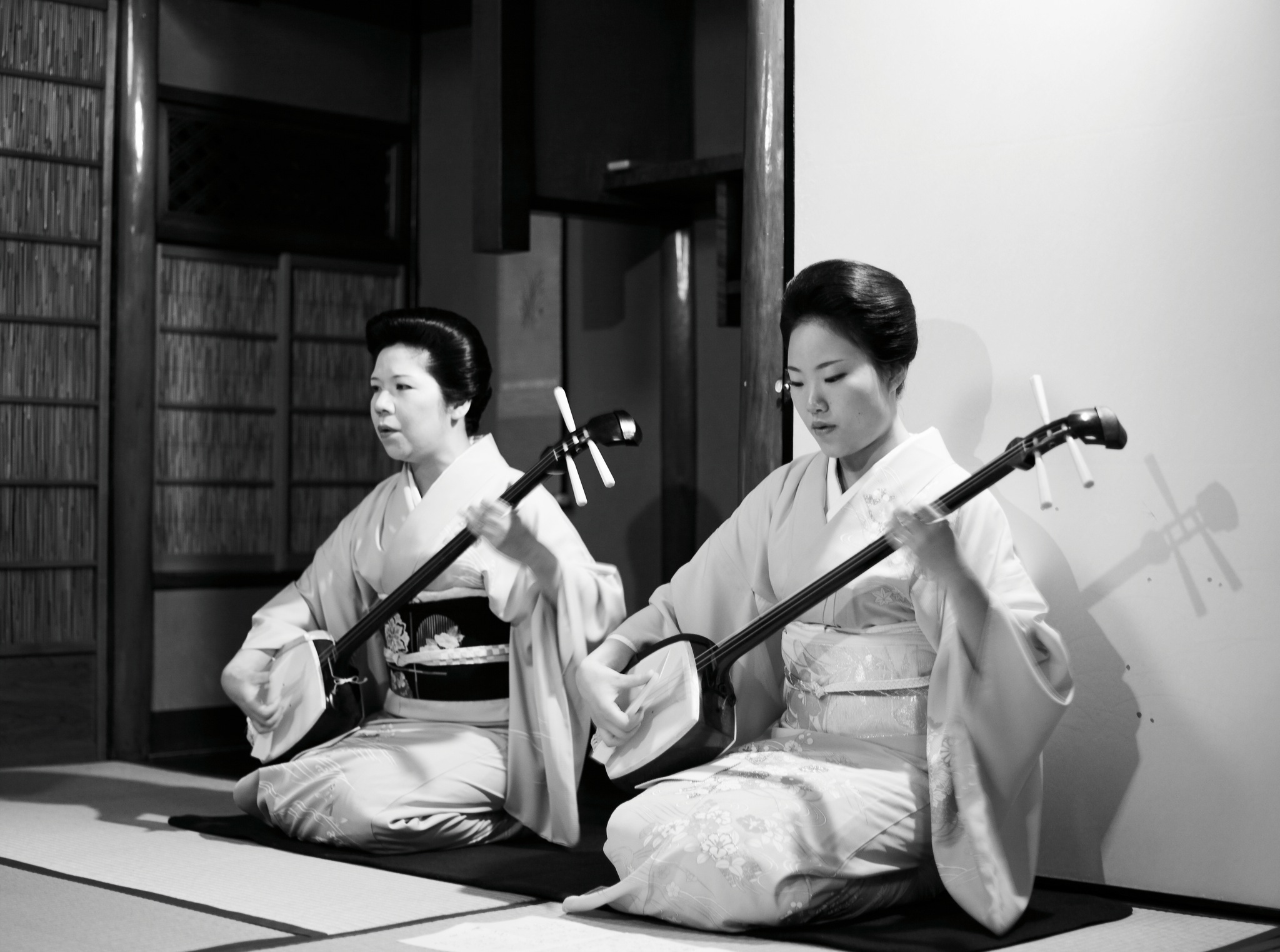
Geishas jouant du shamisen.

Il y a une distinction entre les geishas spécialisées dans la danse et les autres : les premières sont surnommées tachikata (立方, « personne debout ») ou odoriko (« danseuse »), tandis que les autres sont appelées jikata (地方, « personne assise ») car elles s'assoient pour jouer et chanter pendant que les autres dansent.
Les zashiki ne sont pas ouverts à n'importe quels clients. Il faut connaître le geisha asobi, l'art de se divertir en compagnie des geishas, et aussi être un client solvable. En effet, les zashiki sont payés sur facture, après le banquet, par les clients au restaurant, qui paye les honoraires des geishas au kenban, qui se charge de répartir l'argent entre les geishas ayant participé. Si les clients tardent à payer, voire ne payent pas du tout, le restaurant doit payer lui-même les honoraires des geishas ; c'est pourquoi beaucoup de restaurants ou d'ochaya ne sont ouverts qu'aux habitués ou aux personnes recommandées par leurs habitués.
Les honoraires des geishas portent le nom poétique de o-hana (お花) ou hanadai (花代), « argent-fleur ». Ils sont proportionnels au temps que passe la geisha au zashiki. Une maiko n'encaisse qu'un demi-hanadai là où une geisha confirmée en reçoit un.

#### Spectacles

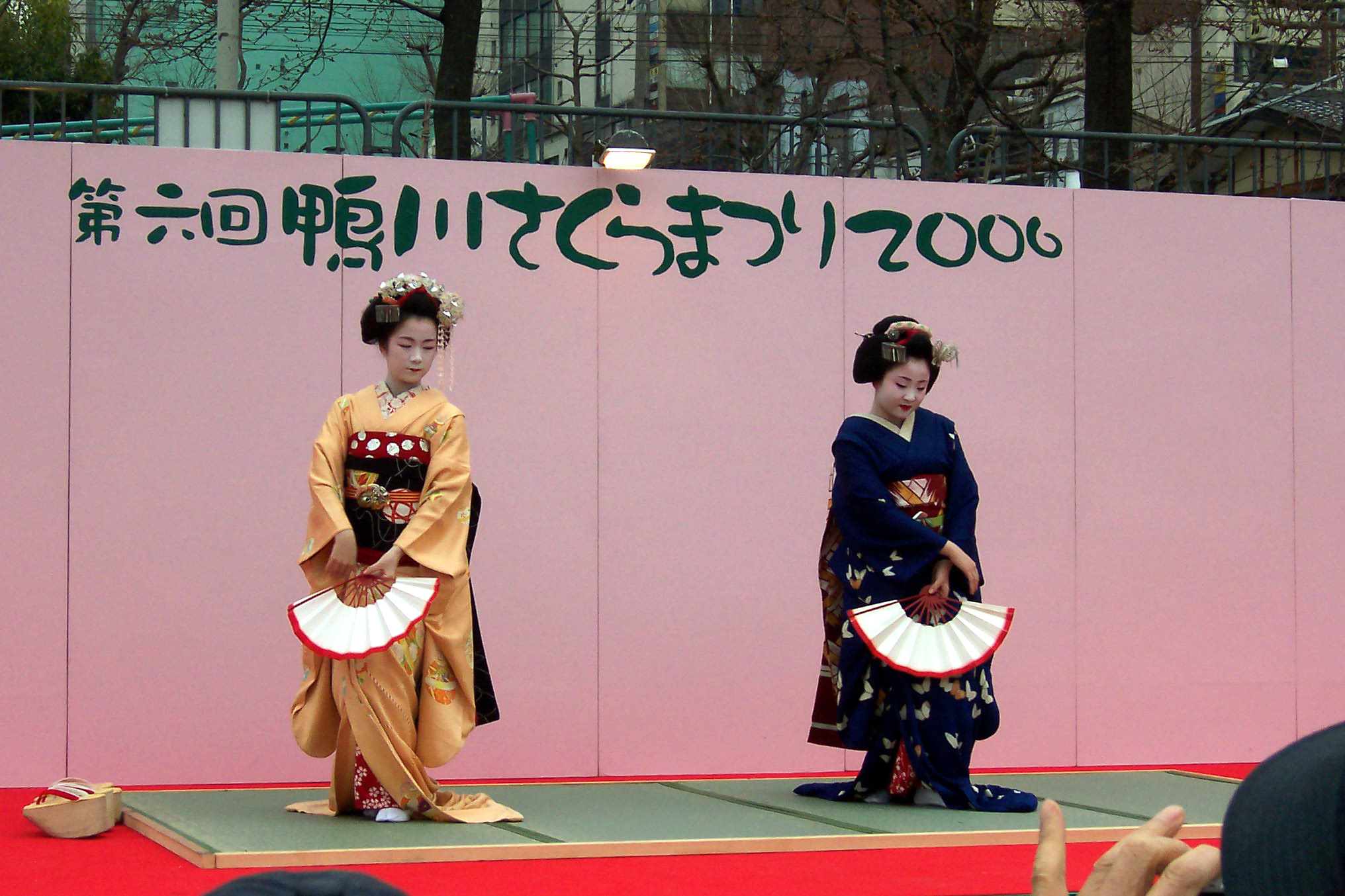
Deux danseuses du Kamogawa Odori de 2006 à Ponto-chō (Kyōto).

Les geishas danseuses se produisent lors de festivals de danse. Les festivals les plus célèbres de Kyōto sont le Kamogawa Odori (« danse du fleuve Kamo ») à Ponto-chô, et le Miyako Odori (« danse de la capitale ») à Gion.
Le Miyako Odori a débuté à l'occasion de l'Exposition Universelle de Kyōto en 1871. Le Kamogawa Odori a débuté en 1872, et depuis, il a lieu tous les ans en mai et en octobre ; il n'a été interrompu qu'en 1945, au moment de la fermeture des okiya pendant la Seconde Guerre mondiale.
Lors de ces festivals, les geishas donnent des représentations de danse traditionnelle, mais aussi de  théâtre kabuki, en particulier pour le Kamogawa Odori.
Les geishas ne sont pas payées pour leurs représentations dans les festivals. Au contraire, elles dépensent souvent beaucoup pour les financer, et vont parfois même jusqu'à s'endetter. Cela est dû au fait que pour une odoriko (geisha danseuse), participer à un festival est une marque de prestige importante. Pour cette raison, les geishas qui participent aux festivals de danse ne sont pas des débutantes, elles ont souvent au moins trente ans.

## Geishas de Tōkyō

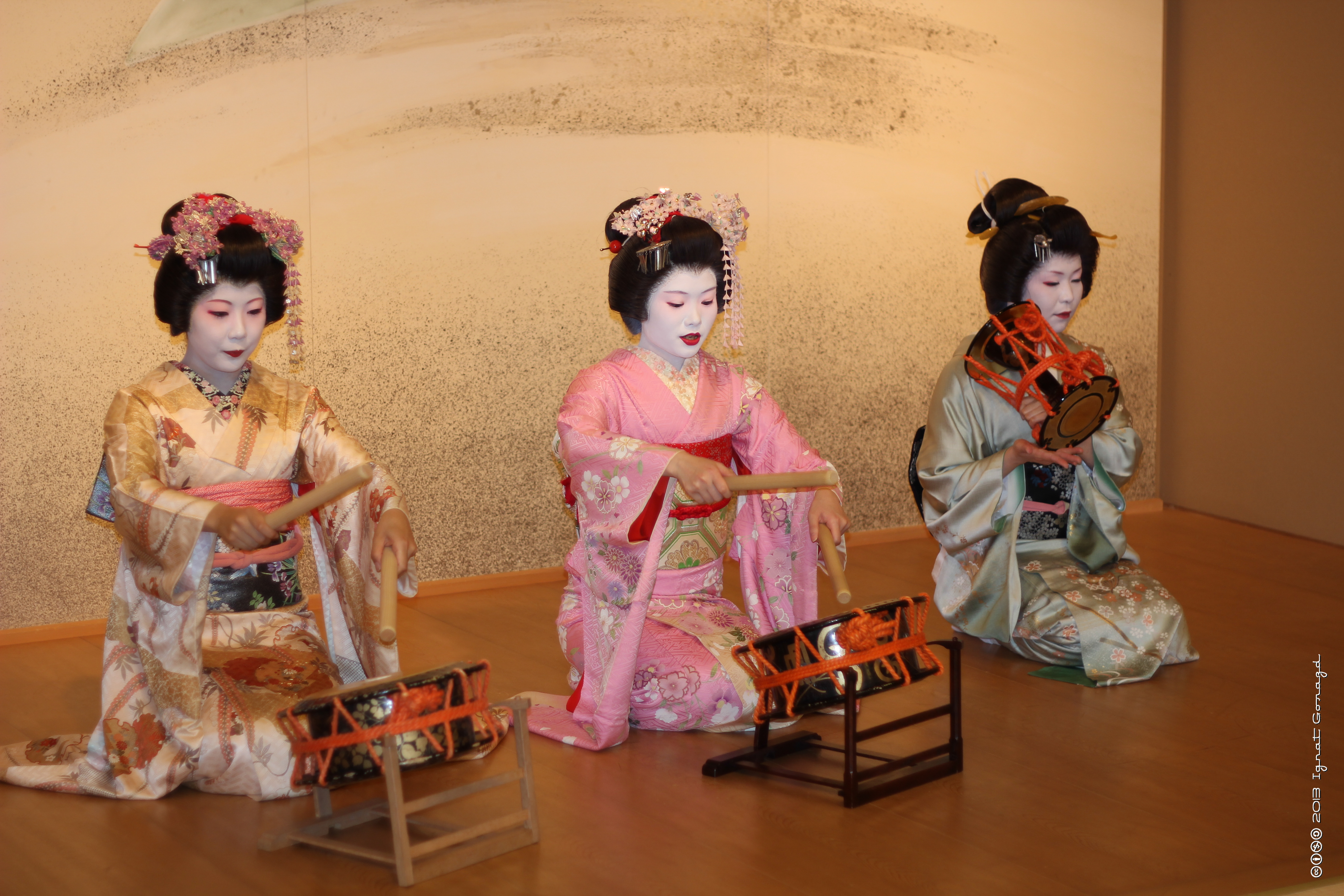
Hangyoku et geisha jouant du tambour à Asakusa.

Tōkyō est la seconde ville la plus importante en matière de nombre de geishas. La capitale du Japon possède elle aussi ses hanamachi, dont les plus renommés sont Shinbashi (新橋), Asakusa (浅草), Mukōjima (向島), Kagurazaka (神楽坂) et Akasaka (赤坂). Akasaka est le hanamachi le plus cher et le plus renommé de Tōkyō ; il abrite, comme à Kyōto, un festival de danse annuel nommé Azuma Odori.
À Tōkyō, le terme associé aux geishas est gyoku (« bijou ») plutôt que hana (« fleur »). Leurs honoraires sont surnommés « argent-bijou » (玉代, gyokudai) ; de même, les apprenties geishas de Tōkyō sont appelées hangyoku (半玉), ce qui signifie « demi-bijou » car, comme à Kyōto, elles ne perçoivent que la moitié des honoraires d'une geisha confirmée, donc un demi-gyokudai.
Les jeunes filles de Tōkyō ne décident généralement pas de devenir geishas avant dix-huit ans, alors qu'à Kyōto, elles commencent à dix-sept ans (les lois sur le travail des enfants interdisent de commencer plus tôt). De plus, la période d'apprentissage est très réduite, et les hangyoku ne le restent généralement que quelques mois à un an et demi.
Contrairement à ce qui se passe à Kyōto, il est courant que les geishas de Tōkyō vivent en dehors de leur hanamachi. Elles sont rattachées à un okiya comme le demande la loi, mais cet okiya ne leur sert que d'agence de rendez-vous, et de vestiaire où elles stockent leurs kimonos.

## Geishas dans les petites villes

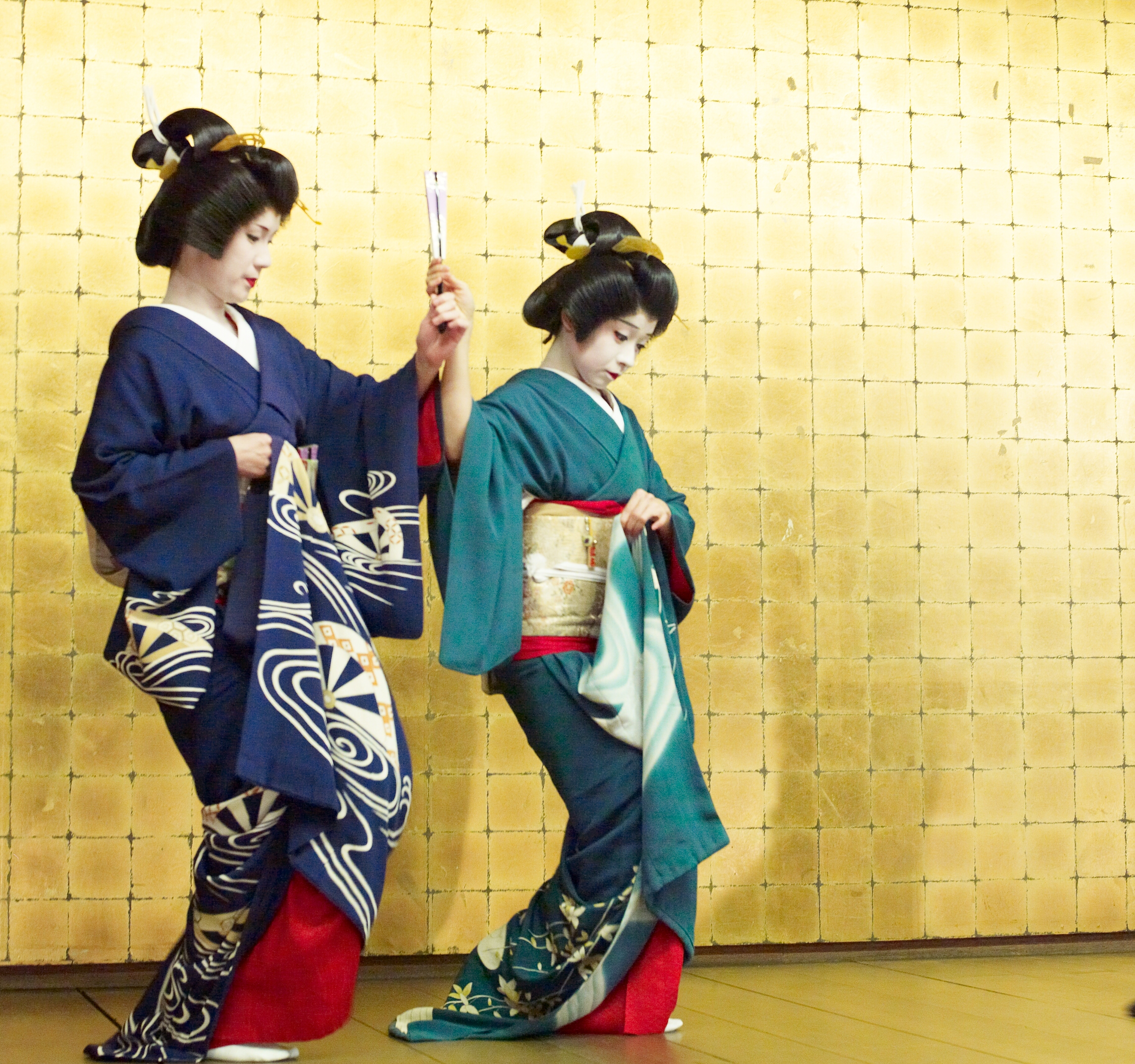
Danse de geishas à Niigata.

Les geishas de province sont parfois surnommées chihō (地方, littéralement « province »). On les trouve principalement dans les lieux touristiques ou de villégiature.

## Geishas étrangères

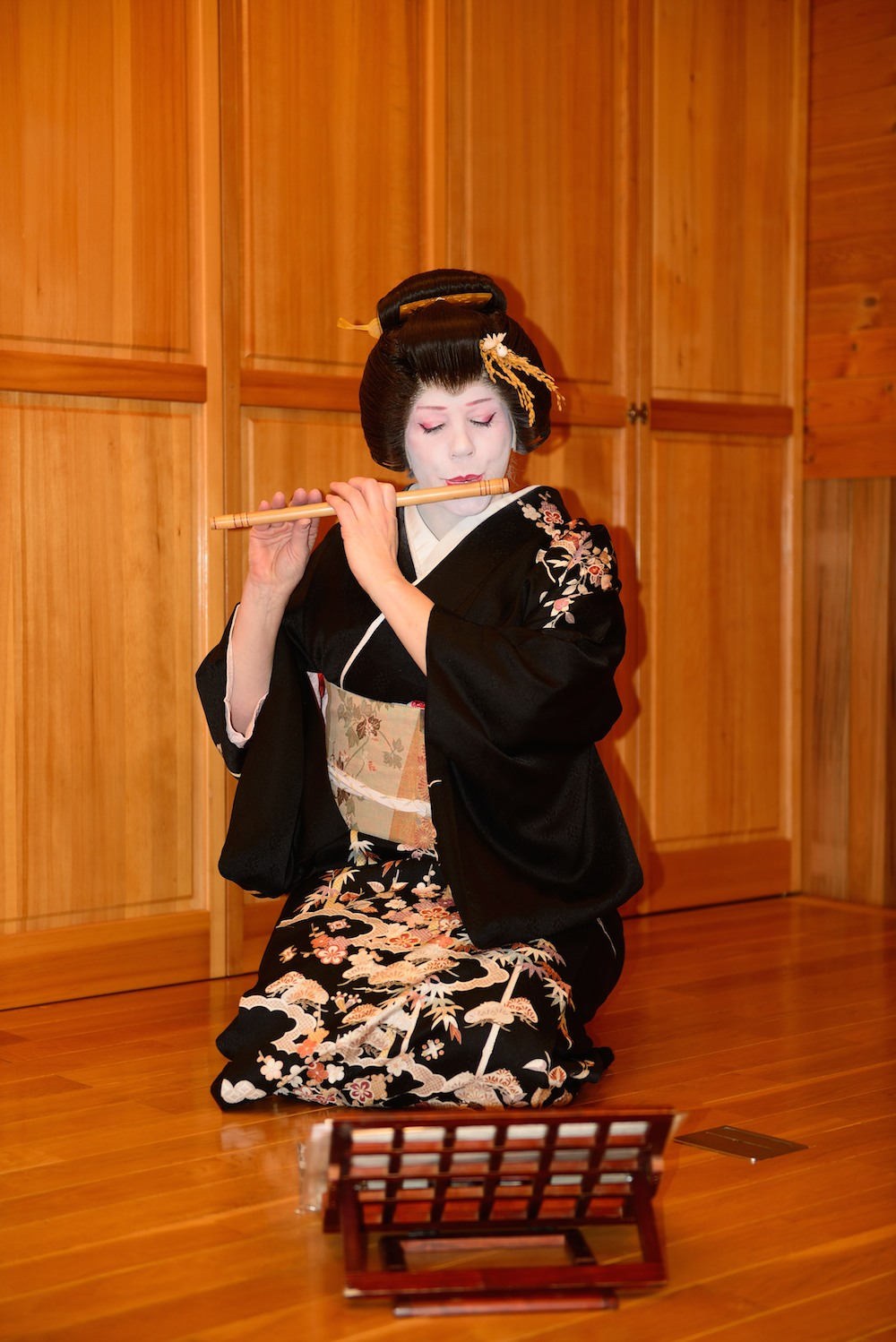
La geisha australienne Sayuki.

En 1975 et 1976, Liza Dalby, une anthropologue américaine, suit de près des geishas dans leur activité à Kyōto, au point d'y participer également, sans toutefois avoir suivi la formation adéquate ni faire partie d'une okiya. En 1983 elle publie Geisha basé sur son travail de recherche de thèse qui est adapté pour la télévision en 1986 sous le titre de American Geisha. Elle est consultante pour le film Mémoires d'une geisha sorti en 2005.
En décembre 2007, le quartier d’Asakusa de Tokyo a vu les débuts de Sayuki, la première geisha occidentale dans l’histoire du Japon. Sayuki, de son vrai nom Fiona Graham, est une anthropologue australienne devenue geisha à la suite d'un projet universitaire. Cependant, depuis juin 2011, Sayuki ne fait plus partie de l'association officielle des geishas d'Asakusa, mais continue néanmoins de faire des banquets à Tokyo,,. Selon une geisha membre de l'association, elle aurait refusé de suivre les leçons normalement imposées, devenant « hystérique » lorsque lui était refusé le droit de pratiquer devant des clients, par manque de formation. D'après Peter MacIntosh, un réalisateur de documentaires qui a étudié le monde des geishas pendant 18 ans, Fiona Graham n'agit pas comme une geisha.

## Prostitution etonsen geisha
À l'origine, c'est-à-dire au début du XVIIIe siècle, les geishas étaient des hommes, artistes de métier, accompagnant les oiran (courtisanes de haut rang) dans leurs soirées mondaines, afin de les assister dans la qualité de leurs prestations artistiques. À la même époque sont apparues les odoriko, très jeunes danseuses, précurseurs du genre. En une génération, le rôle des geishas a été repris par des femmes, combinant ces deux rôles, puis il a évolué jusqu'à nos jours.
Les geishas et prostituées de tous rangs étaient de ce fait historiquement familières des mêmes quartiers, quoique les geishas fussent libres de leurs mouvements, contrairement aux oiran et autres prostituées de rangs inférieurs, littéralement captives des yûkaku, quartiers de prostitution institutionnalisée et réglementée depuis le début du XVIIe siècle. Au sein du karyûkai, « monde des fleurs et des saules », terme englobant à la fois les nombreux quartiers de geishas appelés hanamachi et les yûkaku, par contraste uniques dans chaque ville, les geishas et les oiran de ces derniers n'étaient pas sans se côtoyer. De fait, les yûkaku étaient conjointement considérés comme des hanamachi, alors que l'inverse n'est pas vrai. Le yûkaku de Shimabara à Kyôto a de ce fait survécu le temps d'une petite génération en tant que hanamachi après la fermeture des yûkaku dans les années 1950, pour finalement disparaître également en tant que hanamachi dans les années 1970.
Au XIXe siècle, il pouvait ainsi arriver qu'une maison de thé propose, en plus d'une mise à disposition de ses geishas pour un zashiki, les services nocturnes d'une prostituée, elle aussi rattachée à la maison. En période de crises, il n'était pas rare de voir des geishas de moindre classe se prostituer. Cependant cela n'était pas dénué de conséquence, et bien souvent la geisha ne pouvait espérer par la suite retrouver une position honorable, après avoir cédé ouvertement à la prostitution.
L'imagerie occidentale de la geisha, le plus souvent erronée, est due à plusieurs facteurs ayant contribué à la méprise entre les deux professions sus-citées.
D'une part, les geishas sont souvent représentées en Occident avec tout l'attirail exubérant et provocateur des oiran, et particulièrement des peignes croisés dans les cheveux et des kimonos de couleurs vives.
De fait, après une période d’isolement d'un peu plus de deux siècles, le moment où le Japon a ouvert ses frontières aux étrangers (Bakumatsu) a coïncidé au moment où les oiran bénéficiaient encore d'une certaine aura, cependant que les geishas étaient arrivées au faîte de leur gloire, reprenant à leur compte le rôle influent en matière de mode occupé encore un siècle auparavant par les courtisanes de haut rang. Ainsi, le luxe ostentatoire des oiran tout autant que le raffinement subtil des geishas furent en mesure d'éblouir les esprits occidentaux par la complexité et le mystère inaccessibles d'un idéal féminin japonais, à un moment crucial de son évolution où les rôles d'oiran et de geisha étaient encore en devenir et moins clairement définis qu'ultérieurement.
La méprise entre ces deux métiers, principalement en Occident, s'explique également par la relation particulière qu'entretiennent les geishas avec leur mécène. À l'instar des artistes occidentaux, pour subvenir aux besoins onéreux de leurs coiffures et kimonos, les geishas usent du mécénat. Un mécénat qui s'exprime par des pourboires exorbitants donnés par leurs clients les plus fidèles. Si aucun ne bénéficie de faveur particulière, il en va cependant différemment pour la geisha qui choisit d'avoir un mécène attitré, qu'on appelle danna. Il doit subvenir à l'ensemble de ses besoins, par le cadeau d'onéreux costumes, l'achat si elle est danseuse de la majeure partie des billets de ses spectacles, la mise à disposition d'un logement et d'une rente couvrant les frais de coiffures, autant que ceux de l'habilleur et de ses vêtements. Si être danna se révèle le plus onéreux des investissements, il apporte au porteur de ce statut une importance sociale et un prestige important auprès des siens. La geisha, en échange, lui accorde toute son attention, le privilégie dans le choix de ses zashiki et offrait, autrefois, à lui seul ses faveurs sexuelles.
Les geishas des villes thermales japonaises ou onsen, des lieux de détente où l'ambiance est globalement plus légère que dans les villes, étaient souvent plus sollicitées sexuellement, en particulier pour le jeu de la « petite rivière », où les danseuses relevaient progressivement leur kimono comme pour traverser une rivière de plus en plus profonde. Elles avaient ainsi moins bonne réputation. De nos jours, cette pratique a disparu. Avec l'ouverture du Japon au reste du monde au XIXe siècle, les Occidentaux au Japon découvrent ces femmes et se font parfois abuser par des prostituées maquillées en geishas, notamment dans les onsen. Le terme onsen geisha est ainsi utilisé comme euphémisme en japonais pour désigner ces prostituées se faisant passer pour des geishas.
La deuxième période historique significative de présence étrangère marquante et décisive dans l'image des geishas à l'étranger fut l'après-guerre (Seconde Guerre mondiale), entérinant l'image sexualisée de celle-ci de par le nombre de prostituées qui saisirent l'opportunité de l'ignorance des soldats américains pour leur vendre leurs services plus chers en se faisant passer pour des geishas.

## Geishas au cinéma et à la télévision
- 1936 : Les Sœurs de Gion de Kenji Mizoguchi.
- 1953 : Les Musiciens de Gion (ou La Fête à Gion ; Gion bayashi)  de Kenji Mizoguchi.
- 1961 : Opération Geishas (titre original Cry for happy)  de George Marshall.
- 1962 : Ma geisha de Jack Cardiff.
- 1964 : Les Fleurs et les Vagues de Seijun Suzuki.
- 1966 : Tatouage de  Yasuzō Masumura.
- 1976 : L'Empire des sens de Nagisa Oshima.
- 1999 : The Geisha House de Kinji Fukasaku.
- 2003 : Zatoichi de Takeshi Kitano.
- 2005 : Mémoires d'une geisha (Memoirs of A Geisha) de Rob Marshall et produit entre autres par Steven Spielberg. Tiré du roman Geisha d'Arthur Golden.
- 2008 : Inju : la Bête dans l'ombre de Barbet Schroeder.
- 2022 : Makanai, dans la cuisine des maiko de Hirokazu Kore-eda (série Netflix)[25].